# Prochlorothrix
Prochlorothrix je rod vláknitých sinic z řádu Chroococcales, dříve řazený mezi prochlorofyty, protože obsahuje chlorofyl a a b, ale neobsahuje fykobiliproteiny (a tedy ani fykobilizomy). Dále může obsahovat karotenoidy zeaxanthin a β-karoten. Buňky jsou delší (3-10 μm) než široké (0,5-1,5 μm). Tylakoidy jsou uspořádány ve vrstvách na okraji buněk rovnoběžně s jejich delší osou.
Prochlorothrix není schopen pohybu, ale obsahuje plynové měchýřky. Kolem buněk nebývá výrazně vytvořen obal. Nejsou schopné fixace dusíku.